# Daniel Sidenius
Daniel Nicolai Sidenius, född 1592 i Sidensjö socken, Ångermanland, död 1 juni 1666 (eller 1667),[källa behövs] var en professor vid Uppsala universitet, assessor i Svea hovrätt och den förste att 1630 promoveras till doktor i juridik (romersk rätt) i Sverige.

## Biografi
Sidenius gick först i skola i Gävle och skrevs sedan in som student vid Uppsala universitet 13 november 1617. Han blev informator i Stockholm för rikskanslern Axel Oxenstiernas söner. År 1625 blev han filosofie magister, och året därefter adjunkt.
Den 22 augusti 1629 blev han juris utriusque doktor, enligt Johannes Bureus anteckningar. Sidenius torde vara en av de första att doktorspromoveras i juridik i Sverige. Benedictus Crusius var examinator. Hans disputation handlade om patronatsrätten. Han utsågs till professor i juridik (romersk rätt) 1630 av kungen själv, som inte inhämtade yttrande av konsistoriet eller universitetskansler Johan Skytte. Efter en utrikesresa som Sidenius företog samma år återkom han till Sverige och utsågs till assessor i Svea hovrätt 1634, med bibehållande av professorstiteln. Han lämnade hovrätten 1639 då han återgick till professuren vid universitetet.
Sidenius var rektor vid Uppsala universitet 1642–1647 och inspektor för Österbottniska nationen 1663–1667.[källa behövs].
Daniel Sidenius var son till komministern, senare kyrkoherden i Sidensjö Nicolaus Laurentii Sidenius  och hans hustru Catharina Persdotter. Han gifte sig med Kjerstin Appelbom, dotter till Anders Haraldsson Appelbom (1576–1649) och Carin Andersdotter Hök af Partela (cirka 1579–1631). Deras enda dotter Catharina Sidenia (1636–1700) blev stammoder för den adliga ätten Rudbeck (nummer 1367).